# Jacques Loew
Padre Jacques Loew O.P. (Clermont-Ferrand, 31 agosto 1908 – Échourgnac, 14 febbraio 1999) è stato un presbitero e teologo francese, fondatore della Missione Operaia Santi Pietro e Paolo (MOPP) e dell' École de la Foi a Friburgo. È stato il primo prete operaio francese.

## Biografia
Nato nel 1908, si convertì alla lettura dei Vangeli nel 1934, durante gli studi universitari di Giurisprudenza, mentre si trovava in convalescenza in un ospedale svizzero; fu importante al riguardo anche un soggiorno presso Certosa della Valsainte.
Svolse il noviziato presso i Domenicani a Saint-Maximin, nel Var e venne ordinato sacerdote nel 1939; subito dopo, nel 1941, divenne il primo prete operaio francese. Ha inoltre lavorato per tre anni come scaricatore nel porto di Marsiglia, ed a seguito di questa esperienza, nel 1943 pubblica un reportage sulle condizioni di lavoro nella città provenzale.
Instaura un legame di amicizia con Paolo VI, che lo invita a predicare gli esercizi spirituali della Quaresima nel 1970. Nel 1973 abbandona la direzione della MOPP per dedicarsi con più assiduità allo studio della teologia.
Compie molti viaggi all'estero, fra cui quelli in Brasile, a Osasco, nel quartiere Vila Yolanda. Nel 1981 si ritira in preghiera nel monastero trappista di Cîteaux. Inizia a quel punto un percorso spirituale di ritiro eremitico che passerà anche attraverso l'abbazia di Notre-Dame de Tamié, all'interno di un eremo di suore di Saint-Jean-de-l'Albère, oltre che per l'abbazia di Échourgnac dove sarà ospitato da monache cistercensi. Qui muore nel 1999.

## Opere
- (FR)  Jacques Loew : docker à Marseille, Paris, Cerf, 1948.
- (FR)  Foi vivante, hommes d'aujourd'hui. Loew, 1955.
- (EN)  Mission to the poorest. 1950, Sheed and Ward (New York). With an introd. and epilogue by Maisie Ward. Foreword by Archibishop Cushing.
- (FR)  Si vous saviez le don de Dieu, Collection « Homélies et Catéchèses » Le Cerf juillet 1958.
- (FR)  En mission prolétarienne, Le Seuil, 1961.
- (FR)  Journal d'une Mission ouvrière, Le Seuil, 1963.
- (FR)  Dynamisme de la foi et incroyance, Éditions du Cerf, 1963.
- (FR)  Comme s'il voyait l'invisible, Le Cerf, 1964.
- (ES)  Marxismo e problemas de pastoral par Jacques Loew Vozes, 1966.
- (DE)  Auf dein Wort hin. par Jacques Loew Verlag Styria, 1968.
- (FR)  À temps et à contretemps. Retrouver dans l'Église le visage de Jésus-Christ, Yves Congar - Jacques Loew - René Voillaume, Le Cerf septembre 1969.
- (FR)  Ce Jésus qu'on appelle Christ Retraite au Vatican (1970) Le Cerf Collection « Foi vivante » nº 371.
- (FR)  Les Cieux ouverts. Chronique de la Mission ouvrière Saints-Pierre-et-Paul, mars 1971, Le Cerf, Collection « L'Évangile au 20eme siecle ».
- (EN)  Face to face with God par Jacques Loew, Darton, Longman and Todd, 1977.
- (FR)  Paraboles et Fariboles par Jacques Faizant - Jacques Loew Le Cerf « Foi vivante » nº323, 1978.
- (FR)  Vous serez mes disciples, Mame, 1978.
- (FR)  Mon Dieu dont je suis sûr, Éditions Bayard, 1983.
- (FR)  Le Puits de l'exil, Berg International.
- (FR)  Le Bonheur d'être homme, 1988.
- (FR)  Dans la nuit, j'ai cherché, 1991.
- (FR)  Vivre l'Évangile avec Madeleine Delbrêl, Centurion.
- (FR)  Jésus où te chercher ?, Le Livre Ouvert, 1992.
- (FR)  La Flamme qui dévore le berger. Éléments de spiritualité pour l'évangélisation, Jacques Loew - Paul Xardel, Le Cerf Collection « Épiphanie » Octobre 1993.
- (FR)  La Prière à l'école des grands priants, Fayard 1975 red. 1985.
- (FR)  La Vie à l'écoute des grands priants, Fayard 1986.
- (FR)  Histoire de l'Église par elle-même, Meslin, Jacques, Fayard.